# Västra Regnsjön
Västra Regnsjön är en sjö i Gislaveds kommun i Småland och ingår i Nissans huvudavrinningsområde.